# Georgiana Goddard King

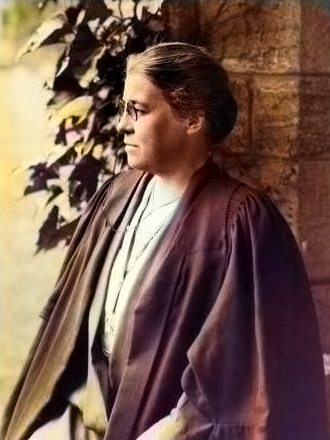
Georgiana Goddard King (ca. 1910)

Georgiana Goddard King (* 5. August 1871 in Columbia, West Virginia; † 4. Mai 1939 in Hollywood) war eine US-amerikanische Kunsthistorikerin und Pionierin auf dem Gebiet der Hispanistik.

## Biographie
Georgiana Goddard King stammte aus einer wohlhabenden Familie und wurde in Columbia, einem kleinen Ort in West Virginia, geboren. Ihr Vater Morris Ketchum King war ein Angestellter der Eisenbahn; die Mutter starb, als die Tochter zehn Jahre alt war. Sie wuchs mit ihren Geschwistern bei einer Tante mütterlicherseits auf. Georgiana erhielt eine für die damalige Zeit ungewöhnlich gute Ausbildung. Sie besuchte das 1872 gegründete Leache-Wood Seminary, ein Internat für Mädchen in Norfolk. Nach dem Abschluss nahm sie ein Studium am Bryn Mawr College für Frauen im gleichnamigen Ort in Pennsylvania auf, das erst 1885 eröffnet worden war und das erste Frauencollege war, an dem Abschlüsse erworben werden konnten. Die Leiterin des College, Martha Carey Thomas, legte großen Wert auf akademische Qualität des Studiums, weshalb sie die Lehrpläne und Standards der Johns Hopkins University in Baltimore übernahm, die sich wiederum deutsche Universitäten zum Vorbild gemacht hatte.
1896 machte King ihren Bachelor-Abschluss und gewann den George W. Child Essayist Award. Sie setzte ihr Studium in den Fächern Politikwissenschaft, deutsche Philosophie und Englisch fort. 1898 verbrachte sie ein Studiensemester am Collège de France in Paris, wo ihr Interesse für Kunstgeschichte erwachte, auch durch ihre Bekanntschaft mit dem Kunsthistoriker Bernard Berenson und dessen Frau Maria. Durch die Berensons kam sie mit Kunst und Architektur der Renaissance in Berührung, durch ihre Freunde Gertrude und Leo Stein mit moderner europäischer Kunst. Nach ihrer Rückkehr in die USA war sie sieben Jahre lang als Lehrerin in New York tätig, bis sie 1906 nach Bryn Mawr zurückkehrte, um dort zu lehren.
1910, so Kings eigene Darstellung, war sie es leid, „jungen Frauen Satzstrukturen zu erklären“, und sie schlug M. Carey Thomas vor, Kurse in Kunstgeschichte anzubieten. Ihre Vorlesungen waren so gefragt, dass 1914 ein eigenes Department of Art History eingerichtet wurde mit King als Professorin. Gegen den Rat von Kollegen in Princeton und Harvard bestand sie darauf, auch asiatische Kunst in den Lehrplan aufzunehmen. In den 1920er Jahren kam mit George Rowley ein zweiter Professor hinzu. Gegen Ende des Jahrzehnts lud King den Österreicher Josef Strzygowski ein, in Bryn Mawr zu lehren, dessen Nachfolger Ernst Diez wurde, ebenfalls ein Österreicher.
Es ist nicht bekannt, wieso sich Georgiana Goddard King der Hispanistik zuwandte. Ausschlaggebend könnte ihre Freundschaft mit dem Millionär und Hispanisten Archer Milton Huntington gewesen sein, der ihr durch die von ihm gegründete Hispanic Society of America die Gelegenheit bot, auf Kosten der Society öfter nach Spanien zu reisen. Sie selbst schrieb 1914, dass sie eine Vorliebe für das „Rare und Unbekannte“ habe, das für „die geehrten Leser“ auf Spanien eher zutreffe als auf die Toskana oder die Lombardei. Die spanische Historikerin Ana Hernández Ferreirós schrieb dazu, King habe in der Tat die mittelalterliche spanische Architektur für die Amerikaner entdeckt. Ihre Schriften seien weniger analytischer Natur gewesen, sondern hätten eher der Entdeckung des Unbekannten gegolten. Die Society finanzierte auch die Herausgabe der Bryn Mawr Notes and Monographs, deren Herausgeber King seit 1921 war, mit der Maßgabe, dass die Hälfte der Ausgaben hispanischen Themen gewidmet werden sollte.
Ihre erste Publikation zum Thema Spanien war eine kommentierte Ausgabe des Buches Some Account of Gothic Architecture in Spain von George F. Street aus dem Jahre 1865, das erste Buch in Englisch über spanische mittelalterliche Architektur. Kings Anmerkungen waren das Resultat von drei Reisen nach Spanien, „she was no armchair historian“ („sie war keine Ohrensessel-Historikerin“). Durch die Beschäftigung mit Streets Buch machte sie sich selbst mit historischen Methoden und der zugehörigen Feldforschung vertraut und entwickelte durch ihre vielseitige Ausbildung und Interessen einen eigenen Stil.
Kings nächstes Werk The Way of Saint James (1920) war ein eigener, zum Teil persönlich gehaltener Text über den Jakobsweg von Toulouse nach Santiago de Compostela, in dem sie auch ihre literarischen Qualitäten einbrachte und den sie selbst in drei Abschnitten in drei verschiedenen Jahren bereiste. Darin stellte sie als erster Historiker dar, wie der Pilgerweg Kunst und kulturellen Austausch anregte, ein Entwurf, den andere Historiker später übernahmen. Dabei legte sie auch Fokus auf die spanischen Frauen und deren Rolle in der Gesellschaft und berichtete von ihren eigenen Problemen als alleinreisender Frau in Spanien. So habe sie nachmittags nicht wie die Männer durch die Straßen promenieren können, sondern sich mit einer Wärmflasche in ihr kaltes und dunkles Hotelzimmer zurückziehen müssen, bis endlich die in Spanien sehr späte Essenszeit angebrochen sei. Auch berichtete sie von einem Erlebnis mit einem jungen spanischen Führer auf einem Ritt zu Pferde. Nach drei Tagen habe ihr der Mann mitgeteilt, dass eine Frau, die sich wie sie auf den Weg mache, nicht viel Wert sei und dass er nun „kompromittiert“ sei, weil er sie begleite. Sie habe gelacht und ihm geantwortet, dass sie mit 42 Jahren alt genug sei, um seine Mutter zu sein – sie könne ihn nicht kompromittieren und er sie ebenso nicht. 1919 finanzierte die Hispanic Society  ihr und ihrer Freundin Edith Lowber (1879–1934) eine weitere Reise, auf der beide Frauen Fotos vom Jakobsweg machten. Anschließend verfassten sie gemeinsam das Buch Heart of Spain, das 1941 – nach dem Tod beider Autorinnen – veröffentlicht wurde.
Georgiana Goddard King war eine beliebte Professorin mit „eigener Marke“. So vergab sie keine Noten und hielt Vorlesungen im Dunkeln, damit sich die Studentinnen keine Notizen machen konnten. Ihre unternehmungslustige und lebendige Form der Forschung hatte eine starke Wirkung auf die jungen Frauen, so dass mindestens zwölf ihnen später ihrem akademischen Vorbild folgten und hochrangige Ämter an Universitäten und Museen einnahmen. Wer bei ihr studierte, gab als Fach nicht „Kunstgeschichte“ an, sondern „bei G.G.“. Da King mit den Worten „I have done everything known to man“ gerne die vorgegebenen Rollen von Frauen und Männern in Frage stellte, dichteten ihre Studentinnen ein Spottlied in Umtextung eines bekannten Weihnachtsliedes mit einer Melodie des Komponisten Felix Mendelssohn Bartholdy über sie:

Hark the herald angels sing,

Here`s to Georgiana Goddard King.

Who is this who knows each thing

Yet she wears no wedding ring?

Peace on earth and mercy mild

Has she ever had a child?
.

Hört die Engelsboten singen,

Ein Hoch auf Georgiana Goddard King.

Wer ist sie, die alles weiß

Obwohl sie keinen Ehering trägt?

Friede auf Erden und milde Barmherzigkeit

Hat sie jemals ein Kind gehabt?

Im Herbst 1935 machte King ein Sabbatical und reiste nach Portugal, um für ein Buch über die dortige romanische Architektur zu recherchieren. Dort erkrankte sie, und sie kehrte in die USA zurück. Wegen ihrer schlechten Gesundheit – sie erlitt mehrere Schlaganfälle – musste sie in den Ruhestand gehen, und sie zog zu ihrer Schwester nach Hollywood. Dort starb Georgiana Goddard King 1939 im Alter von 67 Jahren. Auf ihren Wunsch hin wurde sie im Garten des Kreuzgangs von Bryn Mawr bestattet; der Grabstein trägt die Aufschrift GGK.

## Publikationen
- Georgiana Goddard King (Hrsg.): George Edmund Street; some account of Gothic architecture in Spain. 1914.
- Georgiana Goddard King (Hrsg.): George Edmund Street; unpublished notes and reprinted papers. The Hispanic Society of America, New York 1916.
- The Way of Saint James (= Hispanic notes & monographs). Putnam’s Sons, New York 1920 (Band 1, Band 2, Band 3 – 3 Bände).
- Sardinian Painting – 1. The painters of the gold backgrounds (= Bryn Mawr notes and monographs. Band 5). Longmans, Green and Co., New York 1923.
- Pre-Romanesque Churches of Spain (= Bryn Mawr notes and monographs. Band 7). Longmans, Green and Co., New York 1924.
- Mudéjar (= Bryn Mawr notes and monographs. Band 8). Longmans, Green and Co., New York 1927.
- Agnes Mongan (Hrsg.): Heart of Spain. Harvard University Press, Cambridge, Mass. 1941.